# 館の殺人
館の殺人（やかたのさつじん）は、1998年、東京都文京区目白台にある和敬塾本館にて行われた、村松英子主催のサロン劇場によるミステリー演劇である。

## 概要
明治時代に建造された旧細川家の洋館を舞台とし、観客はそこで催されたパーティーの招待客となって、その館で起こる殺人事件を出演者と一緒に解決していくという、観客・出演者一体型のミステリー演劇である。出演者がパーティーをリードしつつも、観客も洋館内のあちこちを調べ周り、最終的に犯人を探し当てることをゴール（＝エンディング）とする。このように実際の洋館を舞台にして行うスタイルは、ミステリーの本場イギリスで長年行われている演劇様式の一つである。

## 出演
村松英子、藤村俊二、室谷章 ほか

## 内容
或る夜、旧細川家建造の洋館で行われたディナー・パーティで、出席者の一人が殺されるという事件が起こった。状況から考えて、犯人はパーティーの参加者の中にいることは間違いない。僅かな手がかりをもとに、出演者と観客が一緒になって犯人のトリックを暴いていく。そして、意外な犯人像が浮かび上がる・・・。

## 特徴
観客はディナー・パーティーに招かれた来客として扱われる。洋館内の大広間には実際にワインや軽食が用意されており、公演中も一般的なパーティーと同じく飲食することができる。
事件が進展するに伴い、洋館内のあらゆる部屋が舞台となるため、観客は公演中もほぼ立ちっぱなしであちこち歩きまわされる。
当然洋館内のスペースは限られており、1回の公演につき観客は40人限定となった。
芝居が終わった後は、出演者を囲んでの簡単な立食パーティが行われた。